# 阿利亚吉利亚
阿利亚吉利亚，是西班牙卡斯蒂利亚-拉曼恰昆卡省的一个市镇。总面积104平方公里，总人口842人（2001年），人口密度8人/平方公里。